# Machaerium triste
Machaerium triste är en ärtväxtart som beskrevs av Julius Rudolph Theodor Vogel. Machaerium triste ingår i släktet Machaerium och familjen ärtväxter. Inga underarter finns listade i Catalogue of Life.